# Allen Apsley (administrador)
Sir Allen Apsley (1567 - 24 de maio de 1630) foi um cortesão, comerciante, proprietário de terras, senhor do feudo de Feltwell, e administrador naval. Ele foi Inspetor de Alimentos Marinhos da Marinha Real da Inglaterra de 1612 a 1630.

## Biografia
Nascido em Londres, Apsley era filho do rico comerciante Sir John Apsley de Pulborough, West Sussex. Era esposo de Elizabeth, filha de Edward Shelly de Worminghurst, West Sussex.
Sir Allen Apsley foi pela primeira vez nomeado cavaleiro na Irlanda, em 5 de junho de 1605.  Em 31 de janeiro de 1612, ele foi nomeado Inspetor Conjunto de Recursos Marítimos da Marinha Real (com Sir Marmaduke Darrell) - um cargo que geralmente era vitalício. Em 3 de março de 1617, Apsley foi nomeado tenente da Torre de Londres pelo rei James I.
Em 1620, foi um dos fundadores da New England Company. Ele morreu em 24 de maio de 1630.

## Família
Em 23 de outubro de 1615, na igreja de St Ann Blackfriars, na cidade de Londres, Apsley casou-se com Lucy, filha de Sir John St John de Lydiard Tregoze, Wiltshire, e sua esposa Lucy. Eles tiveram dois filhos:
- Allen (1616-1683), tornou-se um importante monarquista na Guerra Civil e cortesão de Carlos II após a Restauração.
- e Lucy (1620–1681), casou-se com John Hutchinson, um oficial do Novo Exército Modelo durante a Guerra Civil e a Commonwealth. Lucy escreveu uma biografia das façanhas de seu marido e várias outras obras notáveis..